# 出血リンパ節
出血リンパ節（しゅっけつりんぱせつ、英: hemolymph node）は、末梢領域の出血の際にリンパ管を介してリンパ洞内に血液が流れ込みことにより赤く見えるリンパ節。血リンパ節とは異なる。